# Minha Desilusão na Rússia

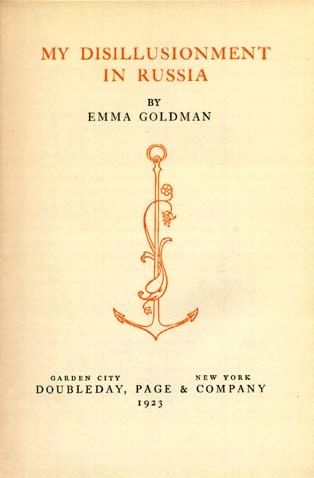
A capa da primeira edição.

Minha Desilusão na Rússia (My Disillusionment in Russia) é a primeira compilação de artigos escritos pela anarquista Emma Goldman para o jornal New York World publicada no ano de 1923. Nesta compilação sua autora retrata a decepção frente ao que viu e viveu durante sua passagem pela Rússia dominada pelos bolcheviques.
Esta obra é seguida de outra compilação de artigos denominada Minha Nova Desilusão na Rússia (My Further Disillusionment in Russia) publicada no ano seguinte, em 1924.